# Arbetslöshetsförsäkring i Sverige
I Sverige regleras arbetslöshetsförsäkringen genom lagen (1997:238) om arbetslöshetsförsäkring. Försäkringen sköts av de 27 arbetslöshetskassorna, varav de flesta enbart vänder sig till anställda. Vissa vänder sig även till företagare och några få vänder sig enbart till företagare, t.ex. Svensk Handels arbetslöshetskassa (SHA). Oftast är kassorna inrättade av arbetstagarorganisationer och, i företagarnas fall, av företagarorganisationer [källa behövs]. För fackliga medlemmar är medlemskap i ens eget fackförbunds arbetslöshetskassa i regel inte obligatoriskt. Till de få undantagen hör IF Metall där fackmedlemskap också följs av a-kassemedlemskap. Arbetstagare som inte är fackligt anslutna har rätt att gå med i lämplig arbetslöshetskassa. I Sverige inrättades också en allmän arbetslöshetskassa 1998, Arbetslöshetskassan Alfa, som är fristående från fackförbund, och vänder sig till både arbetare och företagare.
Den svenska arbetslöshetsförsäkringen skiljer sig från andra socialförsäkringar då den är frivillig och inte obligatorisk. Frågan om att göra arbetslöshetsförsäkringen obligatorisk har utretts och diskuterats i olika sammanhang.

## Ersättningen
Arbetslöshetsersättningen får som mest utgöra 80 procent av medlemmens tidigare lön. Ersättningen har dock ett maxtak på 910 kronor per dag. För att en arbetslös ska ha rätt till ersättning som baseras på tidigare förvärvsinkomster måste denne ha varit betalande medlem av a-kassan i minst ett år samt uppfyllt det s.k. arbetsvillkoret (80 arbetade timmar/månad i minst 6 månader under en period av 12 månader innan arbetslösheten) inom medlemstiden. För den som har varit medlem kortare tid än ett år kan ersättning utgå med det så kallade grundbeloppet, vilket är maximalt 510 kronor per dag (år 2020), för den som blivit arbetslös efter att ha arbetat heltid.
Maximal dagpenning får den som tjänat 25 025 kronor eller mer per månad, vilket innebär att den maximala a-kasseersättningen är 20 020 kronor i månaden. Hösten 2015 motsvarar detta cirka 14 500 kronor efter skatt. Exakt summa beror bland annat på hur hög kommunal- och regionalskatt det är där man bor.
Från dag 201 till och med dag 300 blir ersättningen 70 procent av den tidigare inkomsten, men högst 760 kronor per dag. Föräldrar med barn under 18 år får ersättning under dag 201 till dag 450 (150 dagars förlängning av ersättningsperioden) med 70 procent av den tidigare inkomsten. Den som vid dag 300 (450 för de med barn under 18 år) uppfyllt ett nytt arbetsvillkor beviljas en ny period om 300 dagars ersättning. Denna ersättning utgår i regel med 65% av tidigare ersättningsbelopp (80% i särskilda fall). 
De som ej uppfyller ett arbetsvillkor efter avslutad ersättningsperiod och därmed utförsäkras, beviljas plats i jobb- och utvecklingsgarantin (arbetsmarknadspolitiskt program) där ersättning utgår från Försäkringskassan.
2008 hade över 90 procent av heltidsarbetarna en inkomst över ersättningstaket , d.v.s. över 90 procent fick ut maximal ersättning från sin a-kassa. Dock är det få som når upp i 80 procent av sin lön, varför en marknad för kompletterande försäkringssystem växt fram, från både fackföreningar och privata företag.
Idag får de flesta inom arbetarsektorn runt 80% av lönen om de har jobbat i över ett år, men tjänstemannasektorn har de flesta alltjämt en inkomst över ersättningstaket.
Inspektionen för arbetslöshetsförsäkringen (IAF) påpekade i en rapport 2012 att Arbetsförmedlingen tillämpade reglerna annorlunda för ersättningstagare inskrivna vid Arbetsförmedlingen Kultur Media för kulturarbetare och journalister. Arbetsförmedlingen Kultur Media lämnade färre anvisningar till lämpligt arbete till inskrivna ersättningstagare än vad Arbetsförmedlingen gjorde för samtliga ersättningstagare. De lämnade även färre underrättelser om ifrågasatt ersättningsrätt till arbetslöshetskassorna och gjorde färre avanmälningar för inskrivna ersättningstagare än vad som gjordes för samtliga ersättningstagare. IAF konstaterade i rapporten att ersättningstagare inom Arbetsförmedlingen Kultur Media var mer beroende av arbetslöshetsförsäkringen än samtliga ersättningstagare. Resultaten i IAF:s granskning visade att arbetslöshetsförsäkringen inte fullt ut fungerade som en omställningsförsäkring för ersättningstagare inom Arbetsförmedlingen Kultur Media.

## Förändringar i regelverket från och med den 2 juli 2007
Från den 1 januari 2007 höjdes avgifterna till arbetslöshetskassorna kraftigt, bland annat för att finansiera jobbskatteavdraget. Från 1 juli 2008 skedde en tydligare koppling mellan avgiften och arbetslösheten bland medlemmarna i en arbetslöshetskassa. Skälet uppgavs vara att påverka lönebildningen. Tanken var att fackförbund knutna till kassor med hög arbetslöshet skulle bli återhållsamma med sina lönekrav. Ett år senare införde regeringen en 50-kronorsrabatt på avgiften, men långtifrån alla kassor kunde sänka avgiften. Den djupa lågkonjunktur som särskilt under 2009 drabbade Sverige medförde att flera a-kassor istället tvingades höja avgiften kraftigt. Därmed ökade avgiftsskillnaderna mellan kassorna. Som exempel kan nämnas att i maj 2010 var avgiften till akademikerkassan AEA 90 kronor per månad och i Hotell- och Restauranganställdas arbetslöshetskassa 430 kronor per månad. Från den 1 januari 2014 återställdes avgifterna till ungefär samma nivå som före 2007.
Förändringar i övrigt:
1. Möjligheten att förlänga ersättningsperioden har upphört. Endast den som på nytt uppfyller arbetsvillkoret kan nu få en ny period.
2. Personer som får ersättningen för sin 300:e arbetslösa dag utbetald efter den 2 juli och som är förälder till barn under 18 år får sin period utökad med 150 ersättningsdagar.
3. Kompensationsnivån för de extra 150 dagarna är 70 procent. Perioden för dessa medlemmar blir maximalt således 450 dagar.
4. Aktivitetsgarantin har avskaffats och jobb- och utvecklingsgarantin införts.
5. Möjligheten för arbetslösa att under de första hundra arbetslösa dagarna begränsa sitt sökområde yrkesmässigt såväl som geografiskt har tagits bort.
6. Reglerna för bisyssla har skärpts. Nu krävs att den sökande arbetat extra i minst tolv månader eller mer vid sidan av annat heltidsarbete för att det ska vara en bisyssla och som den sökande kan fortsätta arbeta med utan att det påverkar arbetslöshetsersättningen. Inkomsterna från extraarbetet får inte överstiga 1920 kronor i veckan och arbetet kan vara en anställning eller egen verksamhet. Ansökan om bisyssla görs till arbetslöshetskassan i samband med ansökan om arbetslöshetsersättning.

## Förslag på förändringar 2014 (för införande 1 maj 2015)
Regeringen har aviserat att de vill höja arbetslöshetsersättningen från och med 1 maj 2015, till maximal 910 kr/dag respektive 760 kr/dag (från 680 kr/dag). Kompensationsgraden ska i första skedet inte ändras, utan man ska fortfarande kunna få max 80 % av sin lön de första 200 dagarna, därefter max 70 % i 100 dagar. Förslaget innebär att de som tjänar 25 000 kr/mån får 80 % av sin lön de första 100 dagarna. Eftersom ersättningen per dag inte höjs lika mycket från dag 101, kommer bara de som tjänar max 20 900 kr/mån få 80 % av sin lön den delen av perioden.
|         | Förslag        |                 |                     |           | Nuvarande      |                 |                     |           |
| Dag     | ersättning/dag | ersättningsnivå | ers./mån före skatt | månadslön | ersättning/dag | ersättningsnivå | ers./mån före skatt | månadslön |
| 1-100   | 910 kr         | 80%             | 20 020 kr           | 25 025 kr | 680 kr         | 80%             | 14 960 kr           | 18 700 kr |
| 101-200 | 760 kr         | 80%             | 16 720 kr           | 20 900 kr | 680 kr         | 80%             | 14 960 kr           | 18 700 kr |
| 201-300 | 760 kr         | 70%             | 16 720 kr           | 23 886 kr | 680 kr         | 70%             | 14 960 kr           | 21 371 kr |

Förslaget fanns i regeringens budgetproposition för 2015. Inför valet 2014 ville samtliga partier utom Moderaterna höja ersättningen från a-kassorna. Sedan regeringens budget för 2015 nedröstats av allianspartierna och Sverigedemokraterna gäller alliansens budget för år 2015. Det innebär att taket i a-kassan inte höjs och att den högsta a-kasseersättningen närmar sig vad som högst kan betalas ut i försörjningsstöd ("socialbidrag")..
Samma förslag fanns också med i efterföljande vårbudget som röstades igenom i juni 2015, vilket innebär att arbetslöshetsersättningen kommer att höjas i september 2015,  

## Finansiering av arbetslöshetsersättning
Ersättningen till arbetslösa finansieras genom arbetsgivaravgiften (2,91 % avsätts 2012 via den så kallade arbetsmarknadsavgiften). Medlemsavgifterna ska täcka a-kassornas administrativa kostnader samt finansierings- och arbetslöshetsavgift till staten. Finansieringsavgiftens storlek bestäms utifrån arbetslöshetskassans utbetalade dagpenning i genomsnitt, och arbetslöshetsavgiften utifrån utbetalad inkomstrelaterad arbetslöshetsersättning.
2009 utbetalades 19,5 miljarder i arbetslöshetsersättning. Samma år betalade a-kassorna in 7,5 miljarder till staten, dvs ca 38 % betalas av medlemsavgifter, resten betalas av arbetsmarknadsavgiften. Arbetsmarknadsavgiften ligger f.n på 2,91 % av lönen och räknas av löneutrymmet. Arbetslöshetsförsäkringen avviker från traditionella privata försäkringslösningar genom att försäkringen till en mindre del betalas av de försäkrade själva och istället till övervägande del finansieras via arbetsgivaravgift.

## Forskning om arbetslöshetsersättningen
Forskare intresserar sig bland annat för hur arbetslöshetsersättningen påverkar samhällsekonomin. Arbetslöshetsersättningen är  samhällsekonomiskt effektiv då de arbetssökande har en försäkring mot inkomstbortfall, får en skälig levnadsstandard och har möjlighet att söka ett arbete som står i paritet med deras utbildning och erfarenhet. Vidare gör en bra ersättning att förståelsen för strukturomvandling blir bättre, det vill säga att branscher och företag läggs ner. En arbetslöshetsförsäkring kan dock också innebära samhällsekonomiska problem. Om ersättningsnivån är för hög söker de arbetslösa färre jobb än de annars skulle ha gjort, eller tar inte jobberbjudanden de skulle ha tagit med en lägre ersättningsnivå. Det leder till en högre arbetslöshet. Problemet motverkas av att Arbetsförmedlingen ska övervaka att de arbetslösa aktivt söker arbete, och vid behov rapportera till arbetslöshetskassorna om en arbetslös i praktiken inte står till arbetsmarknadens förfogande. Flera rapporter visar att det finns en mekanism att högre ersättningsnivåer leder till förlängd arbetslöshet. När den finska ersättningsnivån i arbetslöshetsförsäkringen under 2003 höjdes från 52 procent till 60 procent av medianinkomsten under de första 150 dagarna för en viss grupp så ökade gruppens inskrivningstid vid Arbetsförmedlingen med 30 dagar eller 11 procent. Effekten försvann då den högre ersättningen togs bort. Det finns också svenska exempel på förhållandet mellan ersättningsnivåer och arbetslöshet. Viss forskning visar att det förlänger arbetslösheten, framförallt i glesbygdslän, annan forskning visar att en hög ersättning förlängde arbetslöshetstiderna för män men inte kvinnor.

## Kompletterande fackliga inkomstförsäkringar
Nästan alla TCO- och Saco-förbund samt de flesta LO-förbund har inkomstförsäkringar som komplettering till ersättningen från a-kassan.